# کارن دیوید
کارن دیوید (به انگلیسی: Karen David) (زاده ۱۵ آوریل ۱۹۷۹) بازیگر هندی-کانادایی است.
از فیلم‌های معروف او می‌توان به بازی در فیلم جک رایان، پادشاه عقرب ۲، ملکه بالیوود، فرار زوج‌ها و تحریک اشاره کرد.